# Garudapura, Pandavapura
Garudapura là một làng thuộc tehsil Pandavapura, huyện Mandya, bang Karnataka, Ấn Độ.